# Les Wampas
Les Wampas sono un gruppo musicale punk rock/psychobilly francese originario di Parigi e attivo dal 1983.

## Discografia
Album in studio
- 1986 – Tutti frutti
- 1990 – Les Wampas vous aiment
- 1993 – Simple et tendre
- 1996 – Trop précieux
- 1998 – Chicoutimi
- 2000 – Kiss
- 2003 – Never trust a guy who after having been a punk, is now playing electro
- 2006 – Rock'n'Roll Part 9
- 2009 – Les Wampas sont la preuve que Dieu existe
- 2014 – Les Wampas font la gueule

Album dal vivo
- 1988 – Chauds, sales et humides
- 1997 – Toutafonlive
- 2004 – Never trust a live! (anche DVD)